# Comuna Maiakî, Ocna
Maiakî (în ucraineană Маяки) este o comună în raionul Ocna Roșie, regiunea Odesa, Ucraina, formată din satele Levantivka, Maiakî (reședința), Mihailovca Nouă, Semenovca Nouă și Vîjîne.

## Demografie
Componența lingvistică a comunei Maiakî
     Ucraineană (85,62%)
     Română (10,63%)
     Rusă (3,41%)
     Alte limbi (0,14%)
Conform recensământului din 2001, majoritatea populației comunei Maiakî era vorbitoare de ucraineană (85,62%), existând în minoritate și vorbitori de română (10,63%) și rusă (3,41%).